# Людовик І Анжуйський
Людовик I (23 липня 1339 – 20 вересня 1384) — другий син Іоанна Доброго і засновник гілки Анжу-Валуа французького королівського дому.
В 1382, як прийомний син Джованни I, наслідував Провансальське графство, а також претензії на трон Неаполітанського та Єрусалимського королівств. Брав участь у Столітній війні. Помер під час військового походу в Італію для реалізації своїх прав на трон Неаполя, таким чином претензії на цей трон перейшли до його сина, Людовика II, який і став королем.

## Столітня війна
Людовик брав участь в битві при Пуатьє (1356), в підрозділі під орудою свого брата Карла, проте вони практично уникли сутички і втекли з поля бою. Ця втеча, нехай принизлива, дозволила їм уникнути полону англійцями, які беззастережно перемогли у битві, в той час, як король Франції Іоанн II та молодший брат Людовика Філіп були захоплені англійцями під орудою Едуарда Чорного.
Викуп за короля та Філіпа та умови миру були погоджені в Договорі у Бретіньї, підписаному в 1360 році. Складні умови договору включали також утримання 40 шляхетних французів як заручників до отримання викупу. Людовик, який на той час вже був герцогом Анжуйським, також був включений до цієї групи і відплив до Англії в жовтні 1360. На той час Франція знаходилася у важкому економічному становищі і виплата викупу була затримана, внаслідок чого Людовик утримувався в Англії набагато довше, ніж заплановані шість місяців. Він намагався обговорити умови свого звільнення в приватних перемовинах з Едуардом III, проте зазнав невдачі і вирішив втекти. Після його повернення до Франції він наштовхнувся на осуд з боку батька у зв'язку зі своїм нешляхетним вчинком. Іоанн II вважав себе знеславленим і це, у поєднання з затримкою платежу викупу, призвело до повернення Людовика до Англії для відновлення свого доброго імені.
З 1380 до 1382 Людовик був регентом свого небожа, Карла VI Божевільного.